# Johan Nielsen
Johan Rudolf Carl Nielsen (13. juli 1863 i København - 6. juli 1952 smst) var en dansk arkitekt.

## Uddannelse
Tømrerlære 1878, dimittend fra teknisk skole i 1882, optaget på kunstakademiet i 1882, med afgang i 1893. Han var medarbejder hos Wilhelm Petersen (1884-89), hos Hans J. Holm (1889-99) og med enkelte afbrydelser hos Andreas Clemmensen (1899-1911)

## Stillinger
Assistent ved Den Polytekniske Læreanstalt (1901-09), docent i husbygning (1909-36).

## Udvalgte bygninger
- Statsungdomshjemmet Prøven i Rødovre (1907)
- Davidskirken, Koldinggade 11 (1909-10)
- Palads Teatret (1917), sammen med Andreas Clemmensen
- Blågårds Kirke, Blågaards Plads (1925-26) sammen med Andreas Clemmensen

## Projekter
- Frilagerbygning i København (1889) sammen med Richard Bergmann
- Sporvejsmaster (1900)